# تاریخ جادو

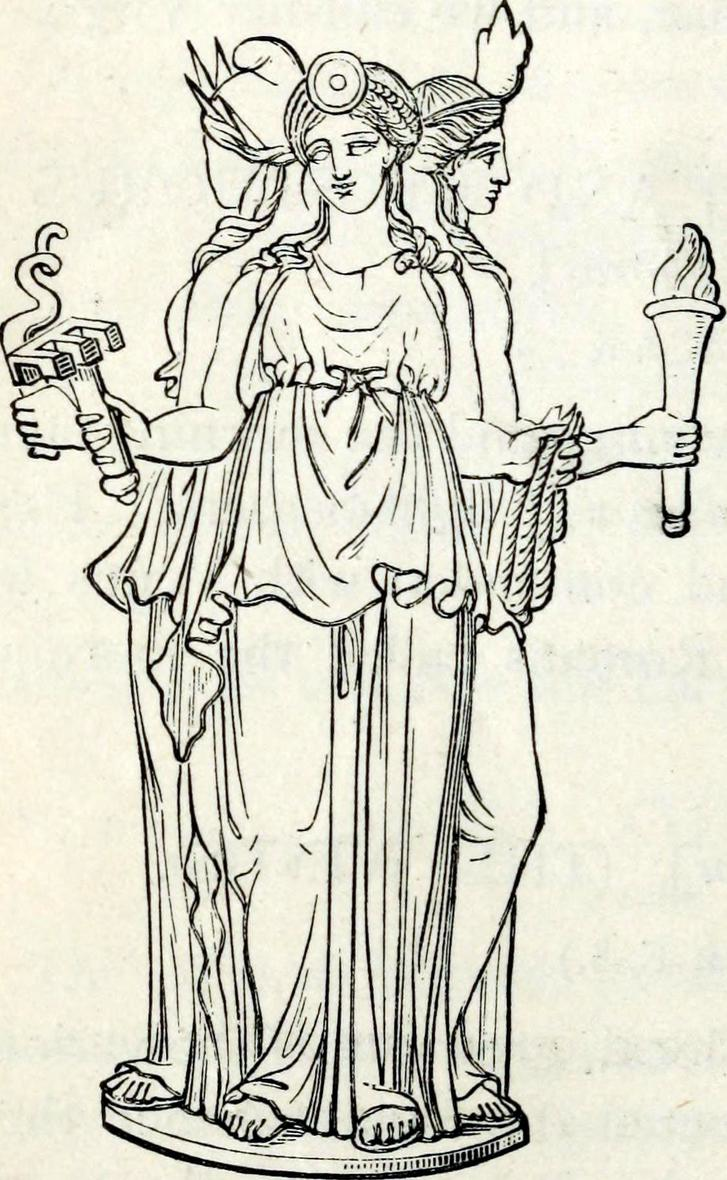
هکاته، الهه جادو در یونان باستان.

## عقاید جادویی در اروپای غربی
عقیده به اعمال مختلف جادویی در اروپا و تاریخ غرب مرتباً ظهور کرده و کمرنگ شده، و این همه تحت فشارهای دین یکتاپرستی نهادینه شده یا بدبینی در مورد واقعیت جادو و خوب بودن علم گرایی بوده‌است.
در دنیای عهد باستان (روم) جادو مثل امروز تا حدی عجیب و غریب پنداشته می‌شد. مصر، سرزمین hemeticism و بین‌النهرین خاستگاه اولیه موبدان مکان‌هایی بودند که تصور می‌شد تخصص در امر جادوگری فراوان می‌باشد. در مصر، پاپیروس‌ها ی زیادی به یونانی، کپتیک و دموتیک بر جای مانده‌اند. این منابع، شامل نمونه‌های اولیه بیشتر فعالیت‌های جادویی است و آنچه که بعد، قسمتی از انتظارات است فرهنگ غربی از کارهای جادویی را تشکیل می‌داد، به ویژه در جادوی آیینی از همین بر جای مانده هاست. آن‌ها شامل نمونه‌های اولیه زیر می‌شوند:
- استفاده از کلمات جادویی که گفته می‌شد نیروی فرمان دادن به ارواح را دارند؛
- استفاده از عصاهای شعبده بازی و دیگر ابزارهای سنتی.
- استفاده از حلقه جادویی برای دفاع از جادوگر در مقابل ارواحی که احضار یا زنده می‌کند.
- استفاده از نشانه‌های رمز آلود و تفکر sigil که در برانگیختن یا زنده کردن روحها به کار می‌رفت.

استفاده از مدیوم‌های روحی نیز در این متن‌ها وجود دارند؛ بسیاری از جادوها، بچه‌ای را طلب می‌کنند تا در حلقه جادویی آورده شود و به عنوان رابطی برای رساندن پیام‌ها از ارواح عمل کند.
زمان امپراتور جولیان روم، که با تأثیرات مسیحیت مقابله می‌کرد، احیاء فعالیت‌های جادویی نو-افلاطونی را در پرده theurgy به خود دید.

## در قرون وسطی
نویسندگان قرون وسطایی، که تحت کنترل کلیسا فعالیت می‌کردند، فعالیت‌های جادویی خود را محدود به مخلوط کردن عجایب و مجموعه‌هایی از طلسم‌ها کردند. آلبرتوس مگنوس را به درست یا غلط، انجام دهنده چنین فعالیت‌هایی می‌دانند.
گونه‌های مخصوص مسیحی شده جادو در این دوره پدید آمدند. در اوائل دوران قرون وسطی، فرقه بقایای مقدس به عنوان اشیایی که برای تکریم و تعظیم و به عنوان دارنده نیروهای فوق طبیعی استفاده می‌شدند، پدید آمد.
داستان‌های باور نکردنی از نیروی این بقایای مقدس به جای مانده از قدیسان که باعث معجزات یا جادوها می‌شد، نه تنها برای شفای مریض، بلکه برای عوض کردن نتیجه یک نبرد بر جای مانده‌است. این بقایای مقدس به تعویذ هایی تبدیل شده بودند و کلیساها تلاش می‌کردند نمونه‌های کمیاب و گرانقیمت آن‌ها را خریداری کنند، به امید اینکه مکانی شوند برای زیارت. مانند هر تلاش اقتصادی دیگری، تقاضا باعث افزایش عرضه شد. داستان‌هایی از بقایای مقدس معجزه‌آمیز قدیسان ساخته می‌شد. به عنوان مثال: «داستان‌های طلایی» از جاکوبس دُ وُراجین یا «گفته گوهای جادویی» اثر سزار هِیترباک محبوبیت خاصی هم داشتند. گونه‌های رسماً تجویز شده دیگری از جادوی مسیحی نیز موجود بود. مثلاً شیطان شناسی و فرشته‌شناسی که در اولین grimoireها که پایه این شیطان شناسی‌های مسیحی را تشکیل می‌دهد، جادوگر را ترغیب می‌کند خود را با روزه گرفتن، عبادت (دعا) و قربانی کردن تقویت کند، تا با استفاده از نام مقدس خدا به زبان‌های مقدس، بتواند ازنیروی الهی برای مجبور کردن شیطان به ظاهر شدن و در خدمت اهداف شهوت‌آمیز و حرص آلود او بودن، استفاده کند. عجیب نبود که کلیسا این مناسک و اعمال را همگی رد می‌کرد. در قرن سیزدهم، نجوم (ستاره‌شناسی)، نام‌های بزرگی داشت: در انگلستان، برای جوهان دُ ساکربُسکو، در اروپا، گوییدو بُناتی ایتالیایی که اهل فُرلی بود.

## جادوگری در رنسانس
اومانیسم رنسانسی ظهور مجدد هرمسگرایی و دیگر گونه‌های نو-افلاطونی جادوگری آیینی را به خود دید. از طرف دیگر رنسانس و انقلاب صنعتی ظهور علم گرایی را به شکل جایگزینی شدن شیمی به جای کیمیاگری، رد نظریه بطلیموسی در مورد جهان و رشد تئوری جرم تجربه کردند. تنش‌هایی که توسط رفرماسیون پروتستان به وجود آمد، تحولی را در تعقیب و آزار مخالفان فکری بخصوص در آلمان، انگلستان و اسکاتلند پدیدآورد؛ ولی نهایتاً، الهیات جدیدِ پروتستانی، با به زیر سؤال بردن عقیده‌ها ومناسک دینی که بخواهد برای اهداف زمینی و جادویی به کار رود، دشمنی جدید را برای جادوگری آغاز کرد. علم گرایی نیز بیش از دین، دشمنی خونی تر برای جادوگری محسوب می‌شد.
همزمان با جادوگری آیینی و مخصوصی که توسط تحصیل کردگان انجام می‌شد، فعالیت‌های عامه روزمره کسانی که در سرتاسر اروپا به جادوگری می‌پرداختند وجود داشت که یکی از این گروه‌ها مردم حیله گر و نیرنگ باز در بریتانیای کیبر بود. در فعالیت‌های جادویی شان، از ستاره‌شناسی، عقاید و رسوم عامه (فولکور) و گونه‌های تحریف شده جادوگری مسیحی برای پاسخ به نیازهای مشتریان بهره می‌گرفتند.

### جادوگری و مسلک رومانتیک (رومانتی سیسم)
آزمایش‌ها تجربی بارون کارل ریشن باخ با Odic force که متعلق به او بود، تلاش کرد خلاء بین جادوگری و علم را پر کند. دوره‌های دیگری نیز در حدود اواخر قرن نوزدهم پدید آمدند که علاقه به جادوگری در آن‌ها رشد کرد، در آن زمان نمادگرایی و دیگر اثرات رومانتی سیسم علاقه جدیدی را به روحانیت جادویی و عجیب و غریب ایجاد کردند.
استعمارگری اروپا که غربی‌ها را با هند و مصر در ارتباط قرار می‌داد، عقاید جادویی و عجیب دیگری را به اروپای آن زمان معرفی کرد. در نیمه دوم قرن نوزدهم تعداد زیادی مؤسسات جادویی تشکیل شد که شامل سازمان هرمسی پگاه زرین و Theosophical soccienty و به ویژه گونه‌های دیگری جادوگری در مورد فراماسونری بود. پگاه زرین اوج قدرت خود را با جذب سرشناسان فرهنگی مانند ویلیام باتلر ییتز، الگونان بلک وود و آرتور میکن به دست آورد.

## جادوگری در قرن بیستم
احیاء مجدد علاقه به جادوگری در انگلستان با لغو آخرین قانون جادوگری در سال ۱۹۵۱ از سر گرفته شد. این سرنخی شد برای جرالد گاردنر تا اولین کتاب غیر داستانی (واقعی) خود به نام «جادوگری امروز» را منتشر کند که در آن، او ادعا می‌کرد وجود یک فرقه (جادوگری) را که به دوران اروپای پیش از مسیحیت بازمی‌گشت، آشکار کند. او جادوگری و دین را به گونه‌ای آمیخت که ملت در روشنفکری، مرزهای بین این دو موضوع را تشخیص نمی‌دادند.
دین تازه انتشار یافته گاردنر و بسیاری دیگر، به فضای دهه ۱۹۶۰ و ۱۹۷۰ قدم گذاشتند که در آن زمان ضد فرهنگ هیپیها نیز علاقه دیگری را به جادوگری، روحانیت و دیگر اعمال خارق‌العاده طبیعت به وجود آورده بودند. شاخه‌های مختلف نو-الحادی (بی‌دینی نو) و دیگر دین‌های زمینی که از زمان گاردنر تاکنون انتشار یافته‌اند، طرح ترکیب جادوگری و دین را دنبال می‌کنند. برخی از فمینیست‌ها که روند جادوگری مربوط به ضد فرهنگ را دنبال می‌کردند، یک حرکت مستقل برای پرستش الهه را در پیش گرفتند. این عمل، آن‌ها را به سنت دین جادویی گاردنری مرتبط ساخت و در عوض تأثیر زیادی بر روی آن سنت نیز از خود بر جای گذاشت.

### عقاید
برخی مردم در غرب یا به گونه‌های مختلف جادوگری عقیده دارند یا آن‌ها را انجام می‌دهند. دو نهاد پگاه زرین و آلیستر کراولی و پیروانشان، به احیاء مجدد سنت جادوگری در دنیای انگلیسی زبان قرن بیستم معروفند. جنبش‌های مشابه دیگری نیز در حدود همین سال‌ها انجام پذیرفت که عمدتاً در فرانسه و آلمان متمرکز بودند. بیشتر تصدیق می‌کنند و به عنوان نو-کافرها (نو-مشرکان) تلقی می‌شوند. سنت‌های دیرینه بومی جادوگری به عنوان کفر (الحاد) پنداشته می‌شوند.
آلیستر کرولی املای "magick" کلمه جادویی را قبول داشت و آن را به عنوان «علم و هنر ایجاد تغییر که مطابق با اراده باشد» می‌دانست. منظور او هم اعمال عادی و روزمره ای که توسط اراده انجام می‌شود هست و هم جادوگری سنتی. در فصل ۱۴ کتاب خود به نام «جادوگری در تئوری و در عمل»، کرولی می‌گوید:
«یک عمل جادویی چیست؟ ممکن است آن را عنوان هر واقعه‌ای در طبیعت که توسط اراده صورت می‌گیرد تعریف کنیم. ما نباید پرورش سیب زمینی یا بانکداری را از تعریف خود مستثنی کنیم. بگذارید مثالی بسیار ساده از یک عمل جادویی بزنیم: مردی که بینی اش را پاک می‌کند.»
با وجود اینکه بسیاری از جادوگران، واژه «ملحد (کافر)” را ترجیح می‌دهند، “نو-الحادی (نوکافری)” را برخی واژه‌ای دقیق تر برای ارجاع علمی به آن می‌دانند؛ هر دو از لحاظ فنی واژه‌های صحیحی هستند، زیرا “نو الحادی» چیزی نیست جز یک شاخه کوچک الحاد و کفر. ویکا نیز یکی از سنت‌های مشهور در نو الحادی است، که یک دین جادویی همراه با تأثیراتی از پگاه زرین و کرولی است.
ویکان‌ها و دیگر پیروان جادوگری دینی مدرن از جادوگری به‌طور گسترده‌ای استفاده می‌کنند. با این حال، همه آنها، آن تعریفی که کرولی از جادوگری دارد، ندارند و آن را برای مقاصد یکسان نیز به کار می‌برند. روکبی (۲۰۹–۲۰۰۴:۱۹۳) نشان می‌دهد که ویکان‌ها و جادوگران، این واژه را به اشکال بسیار متفاوت تعریف می‌کنند و آن را برای هدف‌های گوناگونی به کار می‌برند. بر خلاف تعدد عقیده‌ها، او به این نتیجه‌گیری می‌رسد که نتیجه کلی این کار بر روی کسی که آن را انجام می‌دهد، مثبت است.

## جادو در قرن بیست و یکم
در بعضی کشورها در قرن ۲۱ام گزارش‌هایی از آزار و کشتار کسانی که به گفته مسوولان «جادوگر» خوانده می‌شدند، وجود دارد. عربستان سعودی تاکنون چندین تن را به جرم جادوگری اعدام کرده‌است که واپسین نمونه آن در ماه دسامبر سال ۲۰۱۱ با اعدام یک زن به وقوع پیوست.